# Prospero (księżyc)
Prospero (Uran XVIII) – względnie mały, nieregularny księżyc Urana, poruszający się ruchem wstecznym. Został odkryty 18 lipca 1999 roku przez astrofizyka Matthew Holmana i jego zespół za pomocą Teleskopu Kanadyjsko-Francusko-Hawajskiego na Mauna Kea. Nazwany został imieniem czarnoksiężnika z Burzy Williama Szekspira.
Księżyc ma orbitę podobną do Setebosa i podobną, szarą barwę powierzchni. Znacznie większy księżyc Sykoraks również ma zbliżone parametry orbity, ale odróżnia się od nich czerwoną barwą.